# Eros Ramazzotti
Eros Luciano Walter Ramazzotti Molina (Roma, 28 d'octubre de 1963) és un cantautor italià. Intèrpret de música pop és una figura reconeguda de l'escena musical a Itàlia, el seu país d'origen, Europa i Hispanoamèrica. Al llarg de la seva trajectòria Ramazzotti ha venut més de 80 milions de discos i se situa entre les millors vendes dels artistes.
Ha interpretat moltes cançons en duo amb artistes internacionals com ara Cher, Tina Turner, Andrea Bocelli, Patsy Kensit, Anastacia, Joe Cocker, Ricardo Arjona, Luciano Pavarotti, Laura Pausini, Luis Fonsi, Nicole Scherzinger i Ricky Martin.

## Discografia

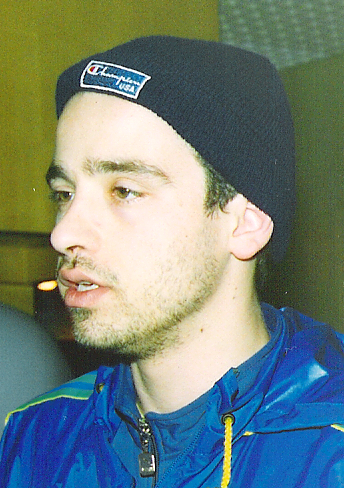
Eros Ramazzotti

- 1982 Semplice ad un amico
- 1984 Semplice terra promessa
- 1985 Cuori agitati
- 1986 Nuovi eroi
- 1987 In certi momenti
- 1988 Musica è
- 1990 In ogni senso
- 1991 Eros in concert
- 1993 Tutte storie
- 1996 Dove c'è musica
- 1997 Eros
- 1998 Eros Live
- 2000 Stilelibero
- 2003 9
- 2005 Calma apparente
- 2007 e²
- 2009 Ali e radici
- 2012 Noi
- 2012 Eros romántico
- 2012 Somos
- 2015 Perfetto
- 2018 Vita ce n'è
- 2022 Battito infinito